# Kolonie Lalchow
Kolonie Lalchow ist ein Ortsteil der Gemeinde Barkhagen im Osten des Landkreises Ludwigslust-Parchim in Mecklenburg-Vorpommern. 
Der Ort liegt östlich von Barkow an der B 191. 
Der Daschower See und der Penzliner See liegen nordwestlich, der Poseriner See und der Damerower See nördlich, der Plauer See östlich und der Kritzower See südwestlich.
Nördlich verläuft die Müritz-Elde-Wasserstraße.

## Geschichte
Im Jahr 1950 schlossen sich die heutigen Ortsteile Barkow, Altenlinden und Kolonie Lalchow zur damaligen Gemeinde Barkow zusammen; am 13. Juni 2004 schlossen sich die beiden Gemeinden Barkow und Plauerhagen zur heutigen Gemeinde Barkhagen zusammen.